# Срђан Милић
Срђан Милић (Бар, 17. септембар 1965) је црногорски политичар српске националности и бивши дугогодишњи председник Социјалистичке народне партије Црне Горе (СНП).
Милић је рођен у Бару, а студије спољне трговине и туризма је завршио на факултету Универзитета у Дубровнику.
Године 2002. Милић улази у политику, постаје члан Социјалистичке народне партије и бива изабран за посланика на изборима те године.
Због лошег изборног резултата СНП-а на изборима 2006. тадашњи председник СНП-а Предраг Булатовић подноси оставку на ту функцију. Милић на конгресу странке 26. новембра 2006. је изабран за новог председника партије.
На предсједничким изборима 2008. био је кандидат своје партије, али добио је мало више од 11% гласова и пласирао се на четврто место.
Ожењен је и има троје деце.